# Hana Pinknerová
Hana Pinknerová (* 30. července 1963 Znojmo), je křesťansky orientovaná spisovatelka a publicistka.

## Život
Vystudovala Pedagogickou fakultu Masarykovy univerzity (obor čeština a hudební výchova). Pracovala jako redaktorka hudebního časopisu Opus musicum, korepetitorka v divadle, umyvačka oken, archivářka, učitelka, redaktorka knižního vydavatelství a domácí učitelka. Pro rozhlasovou stanici Trans World Radio psala a nahrávala příspěvky, čtyři roky vysílala pravidelnou relaci Zadáno pro dámy. V 90. letech byla ředitelkou konference pro křesťanské umělce Hrejte dobře a zvučně. Pravidelně publikuje. Nyní provozuje knihkupectví a galerii. Je vdaná, má dvě dcery, žije v Brně.

## Dílo
- Brusinky
- Co Bůh šeptá maminkám
- Hořká čokoláda
- O dřevěném panáčkovi
- Smím být něžná
- Budu asi lítat
- O světle s Hanou Pinknerovou
- O darech s Hanou Pinknerovou
- To pravé místo
- Schválně jsem zaspala
- Nebiblické příběhy
- Jedno potěšení týdně
- Kuchyňské pohádky
- Další porce potěšení
- Dvě minuty ticha
- Dneska jsem to stihla
- Vánoční přání
- Středověk mého života
- Život v tempu andante
- Vůně prázdného pokoje
- Jak poznám, že mě miluje
- Potěšení není nikdy dost
- Být blíž
- Advent ve starém domě